# Ferdinando Taverna
Ferdinando Taverna (Milão, 1558 - Novara, 29 de agosto de 1619) foi um cardeal do século XVII

## Biografia
Nasceu em Milão em 1558. De família patrícia. Filho do conde palatino Cesare Taverna, conde de Landriano e senador, e Antonia Beccaria. Seu primeiro nome também está listado como Ferrante; e seu sobrenome como Taberna.
Obteve o doutorado in utroque iure, direito canônico e civil, no Collegio d'avocati de Milão. Tinha o título de magister ..
Chamado a Roma por seu tio Lodovico Taverna, bispo de Lodi e governador de Roma. Referendário dos Tribunais da Assinatura Apostólica de Justiça e da Graça e prelado doméstico de Sua Santidade em 1588. Governador de Viterbo, 1591. Governador de Città di Castello, de 1 de fevereiro de 1595 a 27 de abril de 1596. Vice-governador de Fermo , de 8 de junho de 1596 a 25 de setembro de 1596. Colecionador apostólico em Portugal, 15 de outubro de 1596. Governador de Roma, de 30 de abril de 1599 a 9 de junho de 1604. Por instância do cardeal Pietro Aldobrandini, foi promovido a cardinalato..
Criado cardeal sacerdote no consistório de 9 de junho de 1604; recebeu o gorro vermelho e o título de S. Eusébio, em 25 de junho de 1604. Legado na província de Marche e governador de Ascoli, de 24 de novembro de 1604 até 23 de outubro de 1606. Participou do conclave de março de 1605, que elegeu o Papa Leão XI. Participou do conclave de maio de 1605, que elegeu o Papa Paulo V..
Eleito bispo de Novara em 16 de novembro de 1615. Consagrado em 7 de dezembro de 1615, na Capela Sistina, em Roma, pelo Papa Paulo V, auxiliado pelo Cardeal Evangelista Palotti e pelo Cardeal Benedetto Giustiniani. O cardeal Francesco Maria Bourbon del Monte Santa Maria, bispo de Palestrina, foi consagrado na mesma cerimônia..
Morreu em Novara em 29 de agosto de 1619. Enterrado na catedral de Novara.